# Doctorul Poenaru (film)
Doctorul Poenaru este un film românesc din 1978, regizat de Dinu Tănase după romanul omonim scris în 1976 de Paul Georgescu. Rolurile principale sunt interpretate de actorii Victor Rebengiuc, Ștefan Iordache, Elena Dacian, Vasile Nițulescu și Gheorghe Dinică.

## Rezumat
În anul 1919, imediat după Primul Război Mondial, tânărul medic Mitică Poenaru (Victor Rebengiuc) este trimis ca director la spitalul comunal din satul Luciu (aflat în Bărăgan). Pe drumul cu trenul spre localitatea unde fusese trimis el se întâlnește cu un camarad din război, avocatul Pascal (Ștefan Iordache), fiu de țăran originar din acel sat. Între cei doi are loc o discuție cu privire la viitor. Doctorul Poenaru susține că viitorul este determinat de trecut, de felul de-a fi al anteriorilor, niciun om nepornind de la nimic în viață. Avocatul Pascal afirmă că el dorește să facă ceva pentru țară, altfel jertfele și suferințele cauzate de război ar fi inutile. El susține că politica trebuie schimbată, dar medicul îi răspunde că legile politicii nu pot fi schimbate și că politica este cea care îi schimbă pe oameni.
Ajuns în sat, doctorul Poenaru se duce la spital, unde trebuia să îl înlocuiască pe medicul Anghel (Ion Vîlcu), care pleca la București. Anghel îi aduce la cunoștință situația în care se află spitalul: nu sunt lemne pentru încălzirea saloanelor, medicamente, pansamente, spirt sau personal sanitar. Situația fusese la fel și înainte de război, iar doctorul Anghel afirmă că a înaintat petiții și a cerut audiențe pentru a îmbunătăți situația spitalului, dar în final a fost înfrânt de sistem. Astfel, spitalul nu mai era o unitate medicală, ci devenise un soi de adăpost pentru cei care nu aveau unde să locuiască. Cei care erau bolnavi se duceau la Baba Leanca, care le dădea leacuri băbești.
Începând de-a doua zi, medicul Poenaru începe să-și exercite profesia cu asprime. El începe să facă ordine în spital: îi ordonă felcerului Ion I. Tudor poreclit Mateescu (Adrian Georgescu) să facă curățenie în saloane, le dă afară pe rudele bolnavilor, îi telefonează medicului primar Buda de la Călărași somându-l să-i trimită în trei zile medicamente și amenințând că în caz contrar va veni acolo și-l va împușca, îi cere primarului să-i trimită lemne, pânză pentru cearceafuri și țuică pentru a o folosi în loc de spirt, amenințându-l că-l va bate de-l va sminti. Ca urmare a plângerilor primarului și medicului șef al județului Călărași, este trimis la spital medicul Capitanovici din Comisia disciplinară a ministerului, fost coleg de facultate cu Poenaru, dar acesta din urmă îl dă afară din spital. Doctorul Poenaru îi ia la spital pe lipoveanul Zaharia Trefenciuc (care nu avea unde să se ducă) și pe servitoarea Ștefana. Medicul îl convinge pe preotul satului să-l ajute pentru a strânge fonduri pentru spital.
Cu timpul, situația spitalului se îmbunătățește. Poenaru este vizitat la spital de avocatul Pascal care intrase în politică și devenise membru al Partidului Național Liberal. Amicul său îl roagă să-l ajute în alegeri cu autoritatea sa morală, dar medicul refuză, spunând că nu-și permite să-și riște reputația. Poenaru afirmă că fericirea pentru el este reprezentată de intensitatea existenței, de senzația că este viu. El se simte neputincios că nu poate vindeca cauza bolii, mizeria în care se zbat oamenii.
Medicul se căsătorește cu Alexandrina (Elena Dacian), fiica dogarului local (Vasile Nițulescu), care nu îi aduce zestre. Cei doi au împreună un băiat pe nume Gabriel. Doctorul provenea dintr-o familie numeroasă, iar tatăl său acumulase datorii mari. Anii trec, iar doctorul încearcă să facă apel la idealurile lui Pascal pentru a îmbunătăți starea locuitorilor. Într-una din zilele de iarnă, trenul rămâne înzăpezit la Luciu, iar în spital sosesc mai mulți oameni politici, printre care avocatul Pascal și judecătorul Mircea Voican (Gheorghe Dinică). Doctorul se simte stingher în mijlocul acestor musafiri interesați doar de politică și se simte revoltat când își dă seama că aceștia nu reprezintă poporul care i-a ales.
În anul 1933, doctorul Poenaru face un compromis și decide să-l susțină în alegeri pe Pascal cu condiția ca acesta să-l ajute în realizarea unui plan de măsuri „ieftin, eficace, dar teribil de urgent” pentru a îmbunătăți starea țăranilor. Pascal îi promite să-l ajute, dar nu o face, iar medicul le spune oamenilor că i-a înșelat atunci când i-a susținut public pe liberali. După asasinarea prim-ministrului I.Gh. Duca, fierarul Vetu (Dionisie Vitcu), fostul său camarad de armată care devenise comunist, este împușcat de legionari („lictori”).  
La următoarele alegeri, Pascal vine la medicul Poenaru și se scuză că nu a putut face nimic din cele promise, deși fusese subsecretar de stat la Ministerul Justiției. El motivează că a încercat să lupte pentru schimbarea sistemului politic, dar a fost înfrânt, din cauza faptului că cei care dețineau puterea economică influențau puterea politică și își urmăreau doar propriile interese. Amenințat de legionari, medicul își trimite familia la București. Pascal se oferă să-l transfere în altă parte, dar Poenaru refuză, afirmând că țăranii din sat au nevoie de el. Amândoi sunt de acord că legionarii trebuie combătuți, avocatul fiind și el amenințat cu moartea.
În anul 1939, Pascal este găsit spânzurat de un stâlp de telegraf aflat pe un câmp părăsit (așa cum îi prevăzuse o ghicitoare vedantă), iar medicul continuă să primească amenințări cu moartea din partea legionarilor. Într-una din zile, după ce primește un manifest al PCR, Poenaru decide să discute cu comuniștii aflați în ilegalitate, cărora pare în final că li se alătură.

## Distribuție
Distribuția filmului este alcătuită din:
- Victor Rebengiuc — medicul Mitică Poenaru, directorul spitalului comunal din Luciu
- Ștefan Iordache — avocatul Pascal, om politic liberal, viitor ministru
- Elena Dacian — Alexandrina, soția dr. Poenaru
- Vasile Nițulescu — dogarul Moș Ion, socrul dr. Poenaru
- Gheorghe Dinică — judecătorul Mircea Voican
- Victor Ștrengaru — dl. Bîtcă, om politic liberal
- Ion Vîlcu — medicul Anghel, predecesorul dr. Poenaru
- Dionisie Vitcu — fierarul Vetu, activist comunist
- Carmen Maria Strujac — Roro, soția judecătorului Voican
- Paul Lavric — nea Fănică, omul politic trecut la „averescani”
- Mitică Popescu — omul politic cu monoclu (menționat Dumitru Popescu)
- Adrian Georgescu — felcerul Ion I. Tudor „Mateescu”
- Gheorghe Metzenrath — infirmierul Zaharia Trefenciuc (menționat Gheorghe Metzenrat)
- Costel Constantinescu — primarul comunei Luciu
- Dorin Varga — medicul Capitanovici, membru în Comisia disciplinară a ministerului
- Mihaela Gagiu
- Aurel Rogalschi — profesor, om politic
- Lucia Boga — mama Alexandrinei
- Petre Gheorghiu-Goe
- Domnița Constantiniu
- George Mijea
- Ioan Angelescu-Moreni — muncitorul comunist Vasile
- Victoria Timonu
- Dumitru Onofrei
- Gheorghe Andreescu
- Gheorghe Radu Zaharia
- Viorica Hodel
- Romulus Bărbulescu
- Traian Petruț
- Mircea Cojan

## Personajul principal
Doctorul Poenaru, personajul cărții lui Paul Georgescu, a fost de fapt medicul internist Dumitru Georgescu, tatăl scriitorului ialomițean. Medicul era originar din satul Poiana, sat aflat la 20 de kilometri distanță de Slobozia, și a luptat în Primul Război Mondial, ocupându-se de îngrijirea sănătăților soldaților răniți în luptă. După război, el s-a mutat în satul Țăndărei din Câmpia Bărăganului. El a înființat acolo un spital, unde a vindecat foarte mulți bolnavi din zonă. Datorită priceperii și dăruirii sale, a ajuns să fie repede îndrăgit de către localnicii din Țăndărei, care l-au poreclit „Poenaru” după numele satului din care provenea.
Medicul Dumitru Georgescu a murit la vârsta de 60 de ani, în urma unui infarct. La înmormântarea sa au participat peste 2.000 de oameni, adică aproape întreg satul. Casa în care a locuit doctorul a fost construită în perioada interbelică și i-a aparținut lui Ion Ștefanovici, un mic comerciant din Țăndăreiul anilor ’30 - ’40 și socrul medicului Dumitru Georgescu. Clădirea mai există și astăzi și se află pe o stradă din apropierea fostului centru al localității. Ulterior, în curtea fostului spital orășenesc din Țăndărei a fost amplasat bustul medicului Dumitru Georgescu.
În semn de omagiu față de personalitatea tatălui său, scriitorul Paul Georgescu a publicat în anul 1976 un roman intitulat Doctorul Poenaru, în care a prezentat viața ilustrului medic. Romanul a primit un premiu special din partea Uniunii Scriitorilor din România.

## Producție
Scenariul acestui film a fost scris de Dinu Tănase după romanul Doctorul Poenaru al scriitorului Paul Georgescu. Filmul a fost regizat tot de Dinu Tănase, acesta fiind al doilea film al său, el fiind operator de film ca profesie.
Filmările au început la 15 august 1977, încheindu-se la sfârșitul lunii octombrie. Filmul a fost realizat în studiourile Centrului de Producție Cinematografică „București”. Cele mai multe cadre au fost filmate pe străzile din orașul Țăndărei. Copia standard a fost finalizată la 30 decembrie 1977. Cheltuielile de producție s-au ridicat la 3.713.000 lei.
Actorul Victor Rebengiuc a citit cartea lui Paul Georgescu, iar doctorul Poenaru i s-a părut un personaj interesant și de aceea a acceptat să joace în film. El consideră că „un om iubit de întreaga comunitate e un rol drăguț”. La filmări au asistat mulți localnici care au fost impresionați de jocul actorilor. „Oamenii se uitau la noi ca la alte ființe. Abia am putut să filmăm pentru că zona era plină de curioși. Cu toate acestea au fost drăguți și ne-au aplaudat”, a afirmat mai târziu Rebengiuc.

## Recepție
Filmul Doctorul Poenaru a fost vizionat de 1.359.753 de spectatori la cinematografele din România, după cum atestă o situație a numărului de spectatori înregistrat de filmele românești de la data premierei și până la data de 31.12.2014 alcătuită de Centrul Național al Cinematografiei.

### Premii
Actorul Vasile Nițulescu a primit în anul 1978 o diplomă de onoare a Asociației Cineaștilor din România (ACIN) pentru rolurile din filmele Profetul, aurul și ardelenii și Doctorul Poenaru. Compozitorul Adrian Enescu a obținut în același an Premiul pentru muzică la Festivalul de la Costinești.

### Recenzii critice
Jurnalistul Cristian Tudor Popescu, doctor în cinematografie și profesor asociat la UNATC, considera Doctorul Poenaru drept un film cu caracter politic și propagandistic al epocii comuniste.
Într-un articol publicat în 1978 în revista Cinema, Mircea Alexandrescu afirma că „efortul regizorului - scenarist în același timp - se face remarcat cu precădere în asigurarea unui flux inteligibil, logic și coerent al narațiunii, chiar dacă această preocupare stăruitoare s-a făcut pe seama unei mai alerte, și mai proprii filmului, succesiuni de situații”.
Analizând acest film în Istoria filmului românesc (1897-2000) (2000), criticul Călin Căliman considera că întregul eșafodaj epic al filmului se centrează în jurul conflictului între dr. Poenaru și politicianul Pascal, două personaje care „văd idei”, la fel ca personajele lui Camil Petrescu. Pe lângă conflictul de idei dintre cele două personaje, în discursul narativ sunt integrate o problematică socială și politică, o morală densă, precum și aspecte de viață din toate mediile sociale. Regizorul este învinuit că „urmărește prea multe fire epice, pierzându-le pe parcurs”, iar din această cauză filmul „filmul pare uneori dezlânat”.
Criticul Tudor Caranfil a dat filmului două stele din cinci și a făcut următorul comentariu: „Ecranizare după romanul lui Paul Georgescu, interesantă prin autenticul atmosferei și, mai ales, prin confruntarea intransigentului Rebengiuc cu scepticul avocat Iordache. Din păcate regizorul se rătăcește între multitudinea firelor epice pe care i le oferă masiva carte.”